# マンビジ
座標: 北緯36度32分 東経37度57分 / 北緯36.533度 東経37.950度
マンビジ（ローマ字表記：Manbij、アラビア語: منبج ）は、シリア（シリア・アラブ共和国）北西部の都市で、アレッポ県（県都アレッポ）に属する。古代の名はヒエラポリス・バンビュケ（Hierapolis Bambyce）。

## 古代のバンビュケ/マンビジ
古代のマンビジはギリシャ語ではバンビュケ（Bambyce）の名で登場するが、大プリニウス（v. 23）はそのシリア語名を
マッブーグ（Mabog, または Mabbog, Mabbogh）と述べている。もとは古代アルメニア王国のコンマゲネ地方の聖地だと考えられるが、歴史記録への最初の登場はセレウコス朝時代であり、首都アンティオキアとチグリス河畔のセレウキアを結ぶ国道上にある拠点であった。またシリア地方の女神アタルガティス（Atargatis、ギリシャ人は縮めてデルケトー Derketoと呼んだ）の祭祀の中心であり、ギリシャ人はこの都市を「聖地の都市」（ヒエロポリス、Ἱεροπολις、Hieropolis）または「聖なる都市」（ヒエラポリス、Ἱεραπολις、Hierapolis）と呼んだ。アタルガティスの神殿は、紀元前53年、パルティアとの戦いに赴くローマのマルクス・リキニウス・クラッススにより略奪された。
アタルガティス神への信仰は、コンマゲネの住民であるルキアノスによるものとされる有名な小冊子『シリア女神について』(De Dea Syria) に登場する。この文章では神殿での崇拝や飲めや歌えの大騒ぎぶり、アタルガティス神の聖なる魚が泳ぐ水槽について詳述されている。『シリア女神について』によれば神殿では男根崇拝がされており、信者達は木や青銅でできた小さな男性像を捧げている。大きな男根が神殿の前にオベリスクのようにそそり立ち、年に一度はよじ登る儀式が行われる。神殿には神官しか立ち入れない聖なる部屋があり、その前には青銅の大きな祭壇が立ち奥に神像群がある。その前庭には犠牲に捧げられる動物や鳥達がいる。神殿には300人ほどの神官が仕え、その他大勢の人が奉仕している。聖域の中央には大きな池があり、信者達は中へ泳いで水の中に立つ祭壇を飾り付けるのが習慣となっている。境内では自傷行為やその他の乱痴気騒ぎが行われる。また街に入ったり神殿を最初に訪れる際には複雑な儀式があるとされる。
3世紀、マッブーグはユーフラテス川地方の中心都市でシリアの大都市のひとつだった。プロコピオスは、この街を世界のこの部分では最大であると述べている。しかし4世紀に皇帝ユリアヌスがサーサーン朝との戦いのために兵を集め、陣中で没した頃には零落した都市となっている。東ローマ帝国の皇帝ユスティニアヌス1世はこの都市をサーサーン朝のホスロー1世から守ることができず、ホスロー1世はマッブーグを人質にして要求をした。8世紀後半、アッバース朝のハールーン・アッ＝ラシードは街を修復し、以後東ローマ・アラブ・テュルクがこの街を巡ってあい争った。12世紀、十字軍がセルジューク朝からマンビジを奪ったが、サラーフ・アッディーンが1175年に奪回した。後に中東へ侵入したモンゴル帝国のフレグがマンビジに司令部を置いたが、この際に廃墟となり以後長らく再建されなかった。

## マンビジに残る遺跡
マンビジの遺跡は広範囲にわたるが、ムスリムの時代まで残っていた街であるため、市壁などの廃墟の多くはアラブ人が作ったものであり、往年の大神殿などは残っていない。古代の遺跡のうち最も有名なものは聖なる湖の跡で、階段状の岸壁や水中にあった段などが残っている。バンビュケでの貨幣鋳造は紀元前4世紀に始まり、アラム語が書かれ、王冠をかぶった女神の胸像や獅子に乗る女神像があしらわれている。ローマ帝国時代も女神が貨幣に彫られていた。またバンビュケ周辺ではローマ時代から多くの絹が作られていた。

## 都市の建設
現在のマンビジの町の建設は19世紀に遡る。露土戦争の直後の1879年、現在のブルガリアのヴィディンからオスマン帝国に逃げてきた人々がこの地に街を建設した。多くの遺物が発掘されたため住民は近隣のアレッポやアインタブ（現在のガズィアンテプ）の町のバザールで売っていた。

## シリア内戦
2011年からのシリア内戦で、一帯は「マンビジ・ポケット」と呼ばれる激戦地になった。
内戦の最中だった2012年7月20日に、マンビジは地元の反乱勢力の手に落ち、反乱勢力が市の実権を握った。12月には、市議会議員を選出する選挙が行われた。2014年1月には、ISILの勢力が反乱勢力を駆逐し、市の実権を握った。以降、マンビジは盗掘された遺物類や考古学的発掘に用いられる装備などの交易の拠点となった。ISIL支配下のマンビジには、ヨーロッパなどから志願してISILに参加した者たちの訓練の拠点となり多数の外国人兵士が当地に滞在したが、特にイギリス出身者が100名を超える規模でいたため、「リトル・ロンドン」とも称された。
2016年6月、シリア民主軍 (SDF) がマンビジ攻勢を開始し、6月8日には完全に市を包囲した。8月12日には、2ヶ月に及んだ戦闘の末に、SDFが完全にマンビジを掌握した。
2019年10月9日に発生したトルコ軍によるシリア侵攻の中で、シリア民主軍はシリア政府軍に対して協力を要請。10月14日までにクルド人勢力は市内から撤収して、シリア政府軍が市内に展開した。